# N-spoorwegrijtuig
Het n-rijtuig is een Nahverkehrs-rijtuig dat vroeger ook wel Silberling genoemd werd vanwege de kleur van het rijtuig voor reizigersverkeer van de Deutsche Bundesbahn. Deze benaming verkregen deze rijtuigen vanwege hun ongeschilderde zilverkleurige (roestvrijstalen) rijtuigbak. De rijtuigen werden als opvolger van de vooroorlogse sneltreinrijtuigen tussen 1961 en 1980 gebouwd. Van dit type rijtuigen werden meer dan 5000 exemplaren in verschillende uitvoeringen gebouwd, en ze waren tot 2022 bij Deutsche Bahn in dienst. Later werden de rijtuigen in de verkeersrode kleur omgezet.

## Algemeen
Een rijtuig is 26,4 meter lang en wordt in drie compartimenten verdeeld door twee balkons met dubbele klapdeuren. Bij de diverse stuurstandvarianten bestaan er verschillende deurvarianten. Er zijn nog vier soorten Silberlinge in omloop in alle originele, ombouw- en kleurvarianten. De volgende varianten bleven in dienst:
1. Volledige tweedeklasrijtuigen
2. Tweedeklasrijtuigen met een eersteklasafdeling in het midden van het rijtuig
3. Stuurstandrijtuig met bagageafdeling
4. Tweedeklasrijtuigen met een eersteklasafdeling aan het einde van het rijtuig

De Silberlingrijtuigen voldoen in hoofdlijnen aan de UIC-X-conventie zoals ook de UIC-X-rijtuigen van de DB. Draaistel en rijtuigbak zijn met de staalsoorten St 37 en St 52 aan elkaar gelast. De rijtuigen die tussen 1960 en 1965 werden gebouwd, waren voorzien van draaistellen gemaakt van thomasstaal. Deze draaistellen voldoen niet meer aan de latere constructie-eisen, omdat er een grote kans bestaat op breuken. Deze rijtuigen (ongeveer 1000 stuks) worden na een levensduur van 45 jaar buiten dienst gesteld. De ramen van het rijtuig bestaan uit een schuifraam dat voor de helft kan worden geopend. Het schuifbare deel van het raam is voorzien van enkelglas en het onderste gedeelte van dubbelglas. De rijtuigen worden geventileerd met elf of twaalf statische ventilatoren op het dak. De rijtuigen worden elektrisch verwarmd met een verwarming die werkt op 1000 volt/16 2/3 hertz (gelijk aan de bovenleidingfrequentie), waardoor buitenlandse inzet alleen mogelijk is (was) in de toenmalige DDR, Zwitserland en Oostenrijk. Eén bouwserie heeft een afwijkende verwarming gekregen, waardoor deze rijtuigen konden worden ingezet in alle Europese landen met normaalspoor doordat deze rijtuigen over een meerspanningsschakelaar beschikken. De deelseries die niet over een centrale energievoorziening beschikten hadden een inrichting voor stoomverwarming. Deze rijtuigen werden later omgebouwd tot rijtuigen met elektrische verwarming.
De oorspronkelijke stuurstandrijtuigen waren "gewone" rijtuigen (type: BDnf 738) met aan een uiteinde een kleine cabine voor de machinist, en aan de buitenkant voorzien van frontseinen en een tyfoon. Deze stuurstandrijtuigen konden ook gekoppeld worden aan andere rijtuigen omdat deze rijtuigen net als de gewone rijtuigen voorzien zijn van een doorloop mogelijkheid van het ene naar het andere rijtuig. Vanwege het ontbreken van enige bescherming voor de machinist en de krappe werkruimte voor de machinist, kregen deze rijtuigen snel bijnamen als "Hasenkasten" (konijnenhok) of "Führerklo" (machinistentoilet). Deze stuurstandrijtuigen zijn inmiddels buiten dienst gesteld of werden door het Ausbesserungswerk (Aw) Karlsruhe omgebouwd tot volwaardige stuurstandrijtuigen met een cabine (BDnf 735), en kregen als bijnaam "Karlsruher Kopf". De later geleverde rijtuigen die vanaf fabriek al voorzien waren van een cabine kregen als typeaanduiding BDnrzf 740.
De letter "n" in de typeaanduiding betekent volgens het typeaanduidingssysteem bij de DB: reizigersrijtuig voor regionaal verkeer met totale lengte van meer dan 24,5 meter, voorzien van een reizigerscompartiment met middengang in de tweede klas, midden- of zijgang in de eerste klas, twee middenbalkons met in- en uitgangen en conventionele stuurleiding voor trek- en duwtreinen. Als gevolg hiervan worden de rijtuigen bij de DB aangeduid als Bn of ABn, Bnb of als ABnb-rijtuig. Na de ombouw van alle rijtuigen verviel de letter "b". Deze werd nieuw ingevoerd voor materieel met aanpassingen voor gehandicapte reizigers.

## Inzet
De n-rijtuigen vormden lange tijd de ruggengraat van het regionale treinverkeer van de Deutsche Bundesbahn. Na de hervormingen bij de Deutsche Bahn AG ging het aantal rijtuigen dat in dienst was langzaam achteruit. Dit was onder meer het gevolg van de eisen die opdrachtgevers aan het vervoer per spoor stelden. Deze opdrachtgevers stelden steeds vaker de eis dat concessies moesten worden uitgevoerd met nieuw materieel. De Silberlingrijtuigen worden als versterking ingezet bij grote drukte als chartertrein. Tot ver in de jaren 80 werden de rijtuigen veelvuldig ingezet als sneltreinrijtuigen in heel Duitsland.

## Opvolgers
Ondanks het grote succes blijven de Silberlingrijtuigen zonder een opvolger. In 1976 bouwde de wagonfabriek Linke-Hoffmann-Busch in Salzgitter (later opgenomen in thet Alstom-concern) een prototype van een nieuw lagevloerrijtuig, die de Silberlingrijtuigen zou moeten aflossen. Deze prototypes kwamen hoofdzakelijk in het gebied Hannover - Minden in dienst. Het aanschaffen van een volledige serie rijtuigen vond de Deutsche Bundesbahn te duur, zodat het bij deze enkele serie is gebleven. Enkele rijtuigen werden in 1988 omgebouwd tot intercityrijtuig voor de dienst tussen Wiesbaden en Frankfurt, en later ook naar de luchthaven van Düsseldorf. Inmiddels is de gehele serie buiten dienst gesteld.
In het midden van de jaren 90 begon de Deutsche Bahn op grote schaal nieuw materiaal aan te schaffen. Na onder meer Nederlandse dubbeldekkerrijtuigen te hebben getest, besloot de DB om vooral dubbeldekkerrijtuigen aan te schaffen. Maar ook werden getrokken treinen op veel verbindingen vervangen door treinstellen.

## Buitenlandse Silberlingvarianten
Ook buitenlandse spoorwegondernemingen hebben rijtuigen laten bouwen die direct afgeleid waren van de Silberling. De NS-rijtuigen Plan W zijn min of meer afgeleid van het Duitse ontwerp. De B11-rijtuigen hadden een compartiment minder dan de tweedeklas "Silberlinge". De Wegmann-rijtuigen van de Luxemburgse Spoorwegen kwamen het meest overeen met de Silberling van de DB. Ook bij de Deense Spoorwegen (DSB) zijn van de Silberling afgeleide rijtuigen in dienst. Tot de Duitse eenwording in 1991 waren ook bij de Deutsche Reichsbahn van de Silberling afgeleide rijtuigen in dienst.

## Serieoverzicht
Hieronder staat een serieoverzicht van de N-spoorwegtuigen inclusief verbouwde varianten.
| Type       | Aantal | Bouwjaar  |
| ---------- | ------ | --------- |
| ABn 703    | 798    | 1959-1966 |
| ABnr 704   | 64     | 1965-1967 |
| ABnrz 704  | 380    | 1968-1977 |
| ABnrz 708  | 1      | 1977      |
| Bn 719     | 1070   | 1969-1976 |
| Bn 720     | 1019   | 1959-1963 |
| Bnz 723    | 30     | 1965-1966 |
| Bnrz 723   | 40     | 1966      |
| Bnrz 724   | 180    | 1969-1970 |
| Bnrz 724.1 | 18     | 1989-1990 |
| Bnr 725    | 190    | 1966-1968 |
| Bnrz 725   | 449    | 1967-1977 |
| Bnrz 728   | 100    | 1977-1980 |
| Bnrz 729   | 2      | 1977      |
| Bnrz 734   | 1      | 1977      |
| BDnf 735   | 71     | 1978-1981 |
| BDnf 738   | 229    | 1959-1964 |
| BDnrzf 739 | 40     | 1969      |
| BDnrzf 740 | 310    | 1971-1977 |
| BDn 742    | 29     | 1961-1964 |

## Geraadpleegde literatuur
- Dostal, Michael: Wagen Reisezug und Güterwagen der Deutschen Bahn, GeramondVerlag (speciaal voor aanpassingen)